# Mike Hanke
Mike Hanke (ur. 5 listopada 1983 w Hamm) – niemiecki piłkarz grający na pozycji napastnika. Brązowy medalista MŚ 2006.

## Kariera klubowa

### Schalke 04
Hanke seniorską karierę rozpoczął w 2002 roku w FC Schalke 04. W Bundeslidze zadebiutował 4 maja 2002 roku wchodząc w 78. minucie, lecz nie pomógł zespołowi, ponieważ Schalke przegrał 2:1. W sezonie 2002/2003 Hanke zanotował pierwszy występ w Pucharze UEFA. On sam w tym meczu strzelił dwie bramki, a jego zespół wygrał 4:0. Był to mecz z białoruskim FK Homel. Pierwszego gola w Bundeslidze strzelił 9 listopada 2003 w przegranym 1:3 meczu z Bayerem 04 Leverkusen. W Bundeslidze 2002/2003 strzelił jeszcze jedną bramkę. W tym samym sezonie w Pucharze UEFA w czterech meczach zdobył trzy bramki.
1 lipca 2005 roku oficjalnie potwierdzono, że Hanke został nowym piłkarzem VfL Wolfsburg.

### VfL Wolfsburg
W barwach klubu z Wolfsburga w Bundeslidze pierwszy raz wystąpił 6 sierpnia 2005 roku w zremisowanym meczu 2:2 przeciwko Borussii Dortmund. Pierwszego gola w tych rozgrywkach w barwach VfL zdobył 13 sierpnia 2005 roku w zremisowanym 1:1 meczu przeciwko Borussii Mönchengladbach.
1 lipca 2007 roku poinformowano, że Hanke jest nowym piłkarzem Hannoveru 96.

### Hannover 96
Przed sezonem 2007/2008 przeniósł się do Hannoveru 96, z którym to podpisał kontrakt do 2011 roku. W barwach Czerwonych zaliczył 81 spotkań i trafił 19 goli.

### Borussia Mönchengladbach
Zimą 2011 roku zawodnik przeniósł się do Borussii Mönchengladbach, w której do końca sezonu pełnił głównie funkcje rezerwowego. Jednak w przedostatniej kolejce udało mu się zaliczyć premierowego gola dla swojego zespołu, a dzięki jego bramce oraz trafieniu Marco Reusa jego drużyna wygrała 2-0 z SC Freiburg i wydostała się ze strefy spadkowej.

### SC Freiburg
Po sezonie 2012/2013 Hanke stał się wolnym zawodnikiem, a 31 maja 2013 roku związał się z SC Freiburg.

## Kariera reprezentacyjna
Od 2005 roku występuje w reprezentacji Niemiec, dość niepodziewanie został powołany przez Jürgena Klinsmanna do kadry na mistrzostwa świata 2006. Zagrał na nich w zwycięskim meczu o trzecie miejsce, z Portugalią. Od 2005 roku rozegrał 12 meczów i strzelił 1 gola.

## Sukcesy piłkarskie
- wicemistrzostwo Niemiec 2005, Puchar Niemiec 2002, finał Pucharu Niemiec 2005 oraz finał Pucharu Ligi 2001 i 2002 z Schalke.